# Tiroteig a l'Institut d'Apalachee de 2024
El 4 de setembre de 2024, hi va haver un tiroteig a l'Institut d'Apalachee a prop de Winder, a l'estat estatunidenc de Geòrgia. Dos estudiants i dos professors van ser assassinats, mentre que nou altres persones van resultar ferides. El cos policial de Geòrgia va respondre als fets amb una contundent presència policial.
Un sospitós, Colt Gray, de catorze anys, va ser detingut acusat de quatre càrrecs d'assassinat. El seu pare, Colin Gray, també va ser acusat d'assassinat en segon grau i d'homicidi involuntari en relació al tiroteig, en haver-li comprat al seu fill Gray l'arma que hauria utilitzat en el tiroteig.
L'atac és el tiroteig en un escola amb més víctimes mortals de la història de l'estat de Geòrgia.

## Rerefons
L'Institut d'Apalachee és un institut públic que es troba en el comtat de Barrow a Geòrgia, uns 80 km al nord-est d'Atlanta. Forma part del districte escolar del Comtat de Barrow i té uns 1,900 estudiants. Una setmana abans del tiroteig, tots els professors de l'escola van haver de completar un formulari anomenat Centegix, que incloïa un botó del pànic per qualsevol situació potencialment activa que es pogués donar a l'escola. La tecnologia també inclou un "mapatge digital dinàmic amb capacitats de localització en temps real".

## Fets
Abans del tiroteig, es va fer una trucada d'origen desconegut a l'Institut d'Apalachee afirmant que fins a cinc escoles eren l'objectiu d'un atac i que la d'Apalachee seria la primera d'elles.
Segons un estudiant, el tirador va marxar de la seva classe d'àlgebra al voltant de les 9:45 del matí; com que la porta es bloquejava automàticament, va haver de trucar per poder tornar-hi a entrar. Un estudiant va veure l'arma i es va negnar a permetre-li l'entrada a la classe. Després que li fos impedida l'entrada a l'aula, el tirador es va girar i va disparar entre 10 i 15 vegades a una altra classe propera.
Un estudiant va informar que va sentir uns 10 trets, i que no es va creure que el tiroteig fos real fins que no va sentir un agent cridant-li a algú que deixés anar l'arma. Un altre va dir que després de sentir els trets, els alumnes van fer una barricada a la porta amb diferents objectes i tot seguit es van amagar. Un estudiant va afirmar que el seu professor va intentar investigar els sorolls abans que se li ordenés de bloquejar la porta, en haver constància d'un tirador en actiu. Tot seguit, van sentir algú cridant a la porta "Obriu!" múltiples vegades abans dels trets i dels crits.
Es va decretar un confinament a l'escola al voltant de les 10:20 i els cossos policials van respondre al voltant de les 10:23. El director de l'Oficina d'Investigació de Geòrgia va dir que l'oficina del xèrif havia rebut trucades d'un tirador en actiu a l'escola al voltant de les 10:20 hora local, i les unitats van arribar al lloc dels fets en qüestió de minuts. En qüestió de minuts, els agents de seguretat de l'escola es van enfontrar al sospitós, que es va lliurar a ells.
Es van evacuar els estudiants de l'edifici al camp de futbol americà de l'escola, després que es va considerar que era segur. El governador de Geòrgia Brian Kemp va ordenar que tots els recursos disponibles de l'estat acudissin a ajudar l'escena del crim.

## Víctimes
Van ser assassinades quatre persones: els estudiants Mason Schermerhorn i Christian Angulo, tot dos de 14 anys; la professora de matemàtiques Christina Irimie (de 53 anys); i el professor de matemàtiques i segon entrenador de futbol americà Richard Aspinwall (de 39). Un altre professor i vuit estudiants més van resultar ferits durant el tiroteig. Els ferits van ser tractats al Hospital Regional de Piedmont a Athens i al Hospital Memorial de Grady a Atlanta. També es van atendre diverses persones víctimes d'atacs de pànic.

## Acusat
Colt Gray, un estudiant de primer any de l'escola de només 14 anys, va ser detingut. Va ser acusat de quatre càrrecs penals d'assassinat. Els fiscals tenen la intenció de jutjar Gray com un adult. Està acusat d'utilitzar un fusell semiautomàtic de tipus AR-15 en el tiroteig.
El seu pare, Colin Gray, de 54 anys, va ser acusat de quatre càrrecs d'homicidi involuntari, dos d'assassinat en segon ordre i de vuit càrrecs de crueltat a infants. Suposadament, va comprar l'arma utilitzada en el tiroteig com un regal pel seu fill.
El maig de 2023, agent de l'FBI de l'oficina d'Atlanta, així com agents locals de l'Oficina del Xèrif del comtat de Jackson, van visitar Gray i la seva família per investigar amenaces d'un tiroteig escolar que s'havien publicat a les xarxes. La visita estava motivada per avisos anònims rebuts pel Centre Nacional d'Operacions d'Amenaça de l'FBI. Quan va ser interrogat, Colt Gray, que llavors tenia 13 anys va negar haver fet aquestes amenaces; Colin Gray va reconèixer que tenia armes de caça però va explicar als investigadors que el seu fill no tenia "accés directe" a les armes. En un informe publicat després del tiroteig del setembre de 2024, l'FBI va dir que, "En aquell moment, no existia causa probable per a una detenció o per emprendre cap acció legal addicional a cap nivell".
La investigació de l'FBI va relacionar un compte de Discord associat a una adreça de correu electrònic que pertanyia a Colt Gray. L'activitat del compte va ser rastrejada en ubicacions de Fort Valley i Statesboro, Geòrgia, i possiblement a Buffalo, a l'estat de Nova York. El nom d'usuari de Discord estava escrit en rus i es traduïa com a "Lanza", suposadament fent referència al tirador de la massacre de Sandy Hook Adam Lanza. Tanmateix, el pare de Col Gray, Colin Gray, va afirmar que el seu fill ni parla ni entén el rus. Finalment, els investigadors no van trobar cap prova que corroborés que Colt o Colin Gray estaven al darrere del compte de Discord.

## Investigació
El fiscal general dels Estats Units, Merrich Garland, va dir que l'Oficina Federal d'Investigació i l'Oficina d'Alcohol, Tabac, Armes de foc i Explosius estaven en el lloc dels fets. L'oficina d'Atlanta de l'FBI va confirmar que els seus agents es trobaven in situ. L'Oficina d'Investigació de Geòrgia també està implicada en la investigació.
Suposadament, Gray hauria fet amenaces prèvies a través de Discord; el seu nom d'usuari, segons la FBI, incloïa el cognom d'Adam Lanza, perpetrador del tiroteig de l'Escola Primària de Sandy Hook.

## Reaccions
La Casa Blanca va emetre un comunicat confirmant que el president Joe Biden havia estat informat per Elizabeth Sherwood-Randall, assessora de seguretat nacional, sobre el tiroteig i que la seva administració seguiria "coordinant-se amb els agents federals estatals i local" a mesura que rebessin més informació. La vicepresidenta Kamala Harris va agrair els primers interventors i va afirmar que "no ha d'anar així". El fiscal general Merrick Garland va expressar la seva devastació sobre el tiroteig i la seva solidaritat amb els afectats. La secretària de premsa de la Casa Blanca Karine Jean-Pierre va parlar sobre el tiroteig en la roda de premsa de la mateixa tarda, comentant la preocupació pel control de les armes en forma de comprovacions d'antecedents i altres programes.
El candidat a la presidència pel Partit Republicà Donald Trump va expressar les seves condolències a través d'una publicació en la xarxa social Truth Social. Va afirmar, "Els nostres cors estan amb les víctimes i els éssers estimats perls afectat per l'esdeveniment tràgic a Winder, GA. Un monstre malalt i transtornat ens va prendre massa aviat aquests nens estimats."
El governador de Geòrgia Brian Kemp va piular les seves condolescències i va demanar als georgians que s'unissin a la seva pregària per la seguretat dels estudiants a les aules. Andre Dickens, alcalde d'Atlanta, va oferir els seus pensaments i pregàries als afectats així com suport en l'aplicació de la llei. El representant de Geòrgia Mike Collins, el districte congressional del qual inclou l'escola, va emetre un comunicat oferint pregàries a les víctimes i a les seves famílies. La resposta de Collins va rebre crítiques dels defensors del control d'armes de foc, alguns acusant Collins de donar suport a la violència de les armes, en referència a un anunci electoral en què afirmava que Donald Trump havia guanyat les eleccions de 2020 mentre prenia un fusell d'assalt i el disparava.
Marjorie Taylor Greene, un altre membre de la Cambra de Representants de l'estat de Geòrgia, també va publicar un text a Twitter donant suport a les víctimes i a les seves famílies. Com Collins, Greene havia estat objecte de polèmiques i crítiques per anuncis de campanya mostrant armes, així com per promoure declaracions sense fonament sobre tirotejos anteriors, com el tiroteig a l'escola secundària Stoneman Douglas de Parkland de 2018, que va afirmar falsament que era una operació de bandera falsa per promoure lleis contràries a les armes. El candidat republicà a la vicepresidència J. D. Vance va dir que els tirotejos en les escoles són un "fet de la vida" desafortunat, que les escoles són objectius fàcils, i que el que cal és millor seguretat, no control d'armes de foc.